# Brooke Fraser
Brooke Fraser, fullständigt namn Brooke Gabrielle Fraser Ligertwood, född 15 december 1983 i Wellington, är en nyzeeländsk sångerska. Alla tre av hennes studioalbum har toppat albumlistan i Nya Zeeland.

## Biografi
Fraser föddes i Nya Zeelands huvudstad Wellington. Hon är det äldsta av tre barn. Hennes far Bernie Fraser spelade rugby i All Blacks mellan 1979 och 1984. Hon började ta pianolektioner när hon var sju år och fortsatte tills hon var sjutton. När hon var tolv år började hon skriva egna låtar och när hon var sexton lärde hon sig själv spela gitarr. Hon flyttade till Auckland 2002 för att skapa en musikkarriär. Hennes debutalbum What to Do with Daylight släpptes den 29 oktober 2003 och nådde första plats på den nyzeeländska albumlistan. Hon skrev alla elva låtar på albumet själv och spelade dessutom instrument till alla låtar. Debutsingeln "Better" som hade släppts den 30 juni samma år nådde tredje plats på den nyzeeländska singellistan. Hennes andra studioalbum Albertine släpptes den 4 december 2006 och debuterade genast som etta på den nyzeeländska albumlistan. Den 8 oktober 2010 kom det tredje och senaste studioalbumet Flags. Albumet blev en succé och för första gången listades ett av Frasers abum utanför Nya Zeeland och Australien. Den första singeln "Something in the Water" kom att bli Frasers mest kända låt och certifierades bland annat guld i Tyskland för fler än 150 000 sålda exemplar. Den är även den enda av hennes singlar som toppat singellistan i Nya Zeeland. Låten låg kvar på singellistan i 29 veckor och låg även på topp 10 placeringar i både Schweiz och Österrike.

## Diskografi

### Album
| År   | Album                                              | Topplaceringar | Topplaceringar | Topplaceringar | Topplaceringar | Topplaceringar | Topplaceringar | Topplaceringar |
| År   | Album                                              | Australien     | Nederländerna  | Nya Zeeland    | Schweiz        | Tyskland       | USA            | Österrike      |
| ---- | -------------------------------------------------- | -------------- | -------------- | -------------- | -------------- | -------------- | -------------- | -------------- |
| 2003 | What to Do with Daylight - Släppt: 29 oktober 2003 | —              | —              | 1              | —              | —              | —              | —              |
| 2006 | Albertine - Släppt: 4 december 2006                | 29             | —              | 1              | —              | —              | —              | —              |
| 2010 | Flags - Släppt: 8 oktober 2010                     | 3              | 34             | 1              | 9              | 6              | 59             | 26             |

### Singlar
| År   | Singel                   | Topplaceringar | Topplaceringar | Topplaceringar | Topplaceringar | Topplaceringar | Topplaceringar |
| År   | Singel                   | Australien     | Nederländerna  | Nya Zeeland    | Schweiz        | Tyskland       | Österrike      |
| ---- | ------------------------ | -------------- | -------------- | -------------- | -------------- | -------------- | -------------- |
| 2003 | "Better"                 | —              | —              | 3              | —              | —              | —              |
| 2003 | "Lifeline"               | —              | —              | 7              | —              | —              | —              |
| 2004 | "Saving the World"       | —              | —              | 15             | —              | —              | —              |
| 2004 | "Arithmetic"             | —              | —              | 8              | —              | —              | —              |
| 2005 | "Without You"            | —              | —              | 16             | —              | —              | —              |
| 2006 | "Deciphering Me"         | —              | —              | 4              | —              | —              | —              |
| 2007 | "Shadowfeet"             | —              | —              | 13             | —              | —              | —              |
| 2007 | "Albertine"              | —              | —              | —              | —              | —              | —              |
| 2010 | "Something in the Water" | 29             | 25             | 1              | 10             | 8              | 10             |
| 2010 | "Betty"                  | —              | —              | 30             | —              | —              | —              |
| 2011 | "Coachella"              | —              | —              | —              | —              | —              | —              |